# فورن
فورن (به هلندی: Vuren) یک منطقهٔ مسکونی در هلند است که در لینگه‌وال واقع شده‌است. فورن ۱٬۵۷۵ نفر جمعیت دارد.